# Paflagonia
Paflagonia (în greacă Παφλαγονία) a fost o regiune antică de pe coasta Mării Negre, în partea nordică a Anatoliei, situată între Bitinia la vest și Pontus la est, iar la sud delimitată de granița cu Frigia (mai târziu, Galatia). Potrivit lui Strabon, râul Parthenios⁠(d) forma limita de vest a regiunii, iar cea de est era râul Halys. Numele de Paflagonia este derivat din legendarul Paphlagon, un fiu al Phineus. 

## Geografie
Cea mai mare parte a regiunii Paflagonia este o țară muntoasă accidentată, dar conține văi fertile și produce o mare abundență de alune și fructe - prune în special, cireșe și pere. Munții sunt îmbrăcați cu păduri dense, evidente pentru cantitatea de cimișir pe care le furnizează. Prin urmare, coastele sale au fost ocupate de greci de la o perioadă timpurie. Dintre acestea, un oraș înfloritor era Sinope. Iar  Amastris, care este situat la câțiva kilometri de râul Partenie, a devenit important în perioada guvernării monarhilor macedoneni. Amisus, o colonie din Sinope situată la o distanță mică la est de râul Halys, nu era strict în Paflagonia (după cum remarca Strabon).
Orașele cele mai importante din interior au fost Gangra - în antichitate capitala regilor paflagonieni, care s-a numit mai pe urmă Germanicopolis, situat în apropierea frontierei cu Galatia - și Pompeiopolis, în valea râului Amnias, în apropierea minelor extinse ale mineralului numit de Strabon sandarake (arsenic roșu sau sulfura de arsen), în mare parte exportat din Sinope.

## Istorie
Paflagonii au fost una dintre națiunile cele mai vechi din Anatolia (Iliada, ii. 851-857).
În timpul hitiților, Paflagonia a fost locuită de oameni Kashka, ale căror legătură exactă cu etnia paflagonienilor este incertă. Se pare că, probabil, aceștia au fost înrudiți cu oamenii din țară vecină, Capadocia, care erau vorbitori ai unei limbi din ramura Anatoliană a limbilor indo-europene. Limba lor ar părea, din mărturia lui Strabon, să fi fost o ramură distinsă a aceleiași limbi.
Paflagonia a fost menționată de către Herodot printre popoarele cucerite de Cresus, care au trimis un contingent important în armata lui Xerxes în 480 î.Hr.. Xenofon vorbește despre aceste popoare ca fiind guvernate de un prinț al lor, fără nici o referire la satrapiile vecine. O libertate pe care o aveau probabil din cauza naturii țării lor, cu crestele sale muntoase înalte și trecătorile dificile. Cu toate aceste conducătorii par să fi purtat numele Pylaimenes drept un semn că sunt descendenți de la un conducător cu același nume care figurează în Iliada ca lider al paflagonienilor.

### Sub Regatul Pontului
La o perioadă ulterioară, Paflagonia a trecut sub controlul regilor macedoneni, și după moartea lui Alexandru cel Mare, a fost atribuit, împreună cu Capadocia și Misia, lui Eumenes. Cu toate acestea, a continuat să fie condusă de prinți nativi până când a fost absorbită de puterea expansionistă a Pontului. Conducătorii acestei dinastii au devenit guvernatori în cea mai mare parte din Paflagonia încă de pe vremea domniei lui Mitridate Ctistes (302-266 î.Hr.), până în 183 î.Hr., când Pharnaces a readus orașul grec numit Sinope sub controlul lor. Din acel moment, întreaga provincie a fost încorporată în regatul Pontului până la căderea lui Mitridate (65 î.Hr.).

### Imperiul roman și Imperiul bizantin
Pompei a unit zonele de coastă din Paflagonia, împreună cu cea mai mare parte a Pontului, cu provincia romană Bitinia, dar a lăsat interiorul țării sub domnii native, până când dinastia a dispărut și întreaga țară a fost încorporată în Imperiul Roman. Numele a fost  reținut încă de geografi, deși granițele sale nu sunt definite distinct de Claudius Ptolemeu geograful. Paflagonia a reapărut drept o provincie separată în secolul al V-lea d.Hr. (Hierocles, Synecdemus c. 33). În secolul al VII-lea a devenit parte din Opsikion, și mai târziu din Bucellarian, înainte de a fi desprinsă în anul 820 pentru a forma din nou o provincie separată.

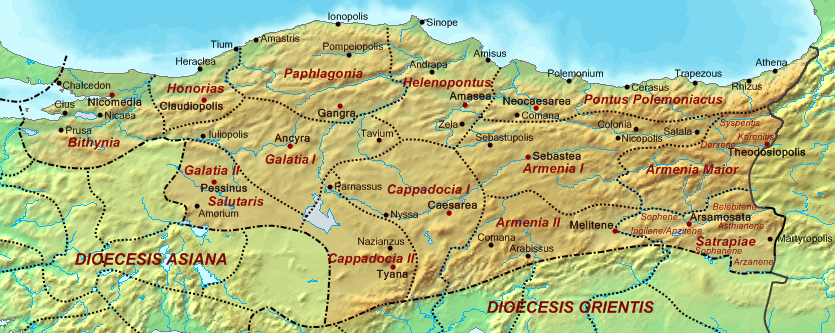
Eparhia Pontului și provinciile sale în anul 400 d.Hr.